# Parc zoologique de Barranquilla
Le zoo de Barranquilla est un parc zoologique situé à Barranquilla dans le département d'Atlántico en Colombie. Plus de 500 animaux de 140 espèces y sont regroupés sur 1,6 hectare. Le zoo est dirigé par la Fondation Botanique et Zoologique de Barranquilla (en espagnol : Fundación Botánica y Zoológica de Barranquilla).

## Historique
Le zoo de Barranquilla trouve ses origines au début des années 1930 lorsque Tomás Suri Salcedo offre une grande partie de sa propriété à la Sociedad de Mejoras Públicas. L'entreprise y installe un parc animalier dans lesquels sont déposés des pigeons domestiques du président de la Sociedad de Mejoras Públicas, Roberto Puyana. En août 1952, le parc est déplacé à un autre endroit de la ville, Barranquilla connaissant une importante extension urbaine. Nommé en l'honneur de Puyana, le nouveau parc-pépinière « Roberto Puyana » ouvre officiellement en février 1953.